# دومين اثورتي
الدومين أثُورُتي (بالإنجليزية: Domain Authority)، هو عبارة عن تقييم النطاق ويتكون من 100 نقطة أسسته شركة MOZ. وهي أداة تتنبأ بمدى إمكانية ترتيب الموقع في محركات البحث بناء علي عوامل مطابقة لعوامل ترتيب جوجل لنتائج البحث. الدومين أثُورُتي هي أداة تصف مدى ملاءمته موقع ويب لمجال أو صناعة معينة. هذه التوافق له تأثير مباشر على ترتيب الموقع من قبل محركات البحث، في محاولة لتقييم الدومين أثُورُتي خلال خوارزميات التحليل الآلي.
يستخدم الدومين اثورتي Domain Authority في المقارنة بين موقع وآخر، أو معرفة قوة موقع ما. تقوم MOZ بحساب هذا المقياس عن طريق عدة عوامل منها الروابط التي تأتي من موقع آخر لصفحات رئيسية Root Domain وعدد الباك لينك (الروابط النصية) التي تشير لموقع ما في موقع آخر.

## الدومين الاثورتي الجيد
بشكل عام المواقع التي تحتوي على عدد كبير جدا من الروابط الخارجية عالية الجودة (مثل Wikipedia.org أو Google.com) هي في أعلى النطاقات قوة، في حين أن الشركات الصغيرة ومواقع الويب ذات الروابط الواردة أقل قد يكون لها DA أقل بكثير. تبدأ مواقع الويب الجديدة تماما دائما برقم واحد.
على سبيل المثال تحتوي wikipedia.org على دومين اثورتي 97 بينما تحتوي google.com على دومين اثورتي 100.

## الفرق بين الدومين اثورتي والبيج اثورتي
في حين يقيس الدومين اثورتي قوة التصنيف لنطاقات أساسية و فرعية بالكامل، فإن البيج اثورتي يقيس قوة الصفحات الفردية.